# كريستيان بوبوفيتش
كريستيان بوبوفيتش (بالإنجليزية: Kristian Popovic)‏ هو لاعب كرة قدم أسترالي في مركز الوسط، ولد في 14 أغسطس 2001 في أستراليا. لعب مع نادي برث غلوري.

## وصلات خارجية
- كريستيان بوبوفيتش على موقع قاعدة بيانات كرة القدم.إي يو (الإنجليزية)
- كريستيان بوبوفيتش على موقع Soccerway.com (الإنجليزية)
- كريستيان بوبوفيتش على موقع عالم كرة القدم.نت (الإنجليزية)